# Carson Mattern
Carson Mattern, né le 24 février 2004 à Ancaster (Ontario), est un coureur cycliste canadien, spécialiste des épreuves d'endurance sur piste.

## Biographie
Carson Mattern apprend à faire du vélo à l'âge de deux ans et commence le cyclisme de compétition à l'âge de onze ans. Il devient particulièrement motivé après avoir assisté à une manche de la Coupe du monde sur piste au Centre national de cyclisme de Mattamy en 2017. 
En 2021, il devient champion du monde du scratch chez les juniors (17/18 ans) au Caire. Il est également médaillé de bronze de la course à l'américaine avec Dylan Bibic. L'année suivante, il est double champion du monde juniors, cette fois sur la poursuite et l'omnium. Aux championnats du Canada sur piste, il remporte neuf titres chez les juniors et la poursuite par équipes chez les élites.
Le 8 avril 2022, il participe à ses premiers mondiaux élites à Saint-Quentin-en-Yvelines. Lors de la qualification de la poursuite, il effectue les trois premiers kilomètres en 3 minutes et 9,682 secondes, réalisant un nouveau record du monde junior. Après que Mattern ait terminé le programme d'autoapprentissage à l'école secondaire de Westmount, il commence à étudier à l'Université McMaster à l'automne 2022.
En 2023, il décrcohe l'or sur la poursuite par équipes des Jeux panaméricains avec Campbell Parrish, Michael Foley, Sean Richardson et Campbell Parrish. En 2024, il est sélectionné pour participer aux Jeux olympiques de Paris.

## Palmarès sur piste

### Jeux olympiques
- Paris 2024
  - 7e de la poursuite par équipes

### Championnats du monde
| Édition / Épreuve              | Poursuite par équipes | Poursuite | Américaine | Scratch | Omnium |
| Le Caire 2021 (juniors)        |                       |           | Or         | Bronze  |        |
| Tel Aviv 2022 (juniors)        |                       | Or        |            |         | Or     |
| Saint-Quentin-en-Yvelines 2022 | 13e                   | 11e       |            |         |        |
| Glasgow 2023                   | 18e                   | 6e        |            |         |        |

### Jeux panaméricains
- Santiago 2023
  -  Médaillé d'or de la poursuite par équipes

### Championnats du Canada
- 2021
  -  Champion du Canada de vitesse par équipes juniors
  -  Champion du Canada de poursuite par équipes juniors
- 2022
  -  Champion du Canada de poursuite par équipes
  -  Champion du Canada du kilomètre juniors
  -  Champion du Canada de vitesse juniors
  -  Champion du Canada de vitesse par équipes juniors
  -  Champion du Canada de poursuite juniors
  -  Champion du Canada de poursuite par équipes juniors
  -  Champion du Canada de course aux points juniors
  -  Champion du Canada de course à l'américaine juniors
  -  Champion du Canada du scratch juniors
  -  Champion du Canada de course par élimination juniors
  - 2e du championnat du Canada de poursuite
- 2023
  - 3e du championnat du Canada de poursuite
- 2024
  - 2e du championnat du Canada de poursuite
- 2025
  - 2e du championnat du Canada de poursuite
  - 3e du championnat du Canada de course par élimination

## Palmarès sur route

### Par années
- 2022
  - 2e du championnat du Canada du contre-la-montre juniors
  - 3e du championnat du Canada sur route juniors
- 2025
  -  Champion du Canada du contre-la-montre espoirs
  - Valley of the Sun Stage Race :
    - Classement général
    - 2e étape

  - 2e de la Tucson Bicycle Classic

### Classements mondiaux
| Année                                 | 2024  |
| ------------------------------------- | ----- |
| Classement mondial                    | 2598e |
|                                       |       |
| Légende : nc = non classéSource : UCI |       |